# 如果失去自我
〈如果失去自我〉是美国摇滚乐队共和世代的一首歌曲，收录于他们的第3张录音室专辑《原始天性》中。歌曲由瑞恩·泰德、布倫特·庫澤、查克·費爾金斯和本尼·布兰科創作，於2013年1月8日作為專輯的首張官方單曲發行。
歌曲的混音版收穫了葛萊美獎非古典類混音製作提名。商業上，歌曲在《告示牌》百强单曲榜最高排第74名。歌曲的音樂錄影帶由迈克尔·马勒導演，於2013年1月24日发布。錄影帶展示了一群人觀看共和世代秘密演出的經歷。

## 词曲
〈如果失去自我〉时长4分1秒，节奏为每分钟140拍。共和世代主唱瑞恩·泰德告诉《告示牌》，歌曲的歌词与他“内心深处对飞机飞行和降落的害怕”相关。

## 现场表演
2012年12月31日，共和世代在《迪克·克拉克的跨年搖滾夜》首次現場表演了〈如果失去自我〉2013年3月28日，樂團在《美國偶像》上偕同前美国偶像参赛者以及全国广播公司《名聲大噪》的明星凱薩琳·麥菲共同表演了该歌曲。此外，乐队也在《早安美國》、《艾倫·狄珍妮秀》、《瑞秋·雷》以及他们的巡回演唱会上现场表演了这首歌曲。

## 音乐录像带
在接受fuse.tv的采访时，泰德表示音乐录像带的原始概念借用了电影《情归新泽西》的开场—一架飞机在降落的时候，氧气面罩滑落下来了，大家惊慌失措。但后来他觉得观众不想坐在那里一直看飞机失事，于是作罢。
歌曲的音乐录像带由迈克尔·马勒導演，于2013年1月24日发布。在录像带中，一群人给泰德发短信，短信的内容是一只狼和底下的数字11.11.11。那群人跟着彩绘和街道标志等线索去到一场由共和世代举办的秘密演唱会。接着，镜头来到一个冒烟的黑屋中，屋内各色灯光闪烁，乐队在屋子里表演，粉丝们载歌载舞。屋内猫头鹰和狐狸头像的投影影射了专辑《原始天性》的封面。影片的最后，一只狐狸投影在了泰德的脸上。

## 曲目列表
- 数字下载[12]

1. "If I Lose Myself" – 4:01

- 数字下载 – 混音[13]

1. "If I Lose Myself" (OneRepublic vs Alesso) – 3:34

- CD单曲[14]

1. "If I Lose Myself" (Album version) – 4:01
2. "If I Lose Myself" (Love Thy Brother remix) – 4:03

## 榜单成绩与销售认证
| 榜单（2013年-2014年）                    | 最高 排位 |
| ---------------------------------------- | --------- |
| 澳大利亚（澳大利亚唱片业协会單曲榜）     | 14        |
| 奥地利（Ö3四十强单曲榜）                 | 5         |
| 比利时佛兰德（Ultratop五十强单曲榜）     | 46        |
| 比利时瓦隆（Ultratip榜外單曲榜）         | 10        |
| 加拿大（Canadian Hot 100）               | 41        |
| 捷克（電台百強單曲榜）                   | 57        |
| 法国（法國唱片出版業公會單曲榜）         | 186       |
| 德国（德國官方單曲榜）                   | 6         |
| 意大利（意大利音乐产业联盟单曲榜）       | 41        |
| 卢森堡（《告示牌》）                     | 9         |
| 新西兰（新西兰唱片音乐协会单曲榜）       | 18        |
| 波蘭（波蘭百大電台榜）                   | 5         |
| 波蘭（波蘭五十強舞曲榜）                 | 29        |
| 斯洛伐克（電台百強單曲榜）               | 3         |
| 斯洛伐克（百強數位單曲榜）               | 95        |
| 西班牙（西班牙音樂製作協會）             | 44        |
| 瑞典（瑞典最熱榜）                       | 4         |
| 瑞士（瑞士热门音乐榜）                   | 9         |
| 美国（《告示牌》百大單曲榜）             | 74        |
| 美國（《告示牌》Adult Pop Airplay）      | 23        |
| 美國（《告示牌》Dance/Mix Show Airplay） | 10        |
| 美國（《告示牌》Dance Club Songs）       | 49        |
| 美國（《告示牌》Pop Airplay）            | 34        |

| 榜单（2013年）     | 排位 |
| ------------------ | ---- |
| 德国（媒体控制榜） | 56   |

| 地區                                  | 认证 | 认证单位/销量 |
| ------------------------------------- | ---- | ------------- |
| 澳大利亚（澳大利亚唱片业协会）        | 白金 | 70,000^       |
| 加拿大（加拿大音乐协会）              | 金   | 40,000*       |
| 德国（聯邦音樂產業協會）              | 金   | 150,000^      |
| 意大利（意大利音乐产业联盟）          | 金   | 15,000*       |
| 新西兰（新西兰唱片音乐协会）          | 金   | 7,500*        |
| 瑞士（國際唱片業協會瑞士分会）        | 金   | 15,000‡       |
| 流媒体                                |      |               |
| 丹麦（國際唱片業協會丹麥分會）        | 金   | 900,000^      |
| *僅含認證的實際銷量 ^僅含認證的出貨量 |      |               |

## 艾利索对共和世代版
〈如果失去自我〉的前衛浩室混音版由瑞典音樂製作人艾利索製作。艾利索表示自己在這個混音中做了自己音樂上希望達到的效果，感到十分開心。混音於2013年3月30日在荷蘭、瑞典等多國發行，於2014年2月在英國和澳大利亞發行。這個版本後來被收錄在《原始天性》的再版和艾利索的專輯《永恆》中。此混音版收穫了葛萊美獎非古典類混音製作提名。

### 曲目列表
- 数字下载[47]

1. "If I Lose Myself" (OneRepublic vs. Alesso) – 3:34

- 数字下载 — 加长混音版[50]

1. "If I Lose Myself" (OneRepublic vs. Alesso) (extended remix) – 7:08

### 榜单成绩与销售认证
| 榜单（2013年-2014年）        | 最高 排位 |
| ---------------------------- | --------- |
| 荷兰（百强单曲榜）           | 89        |
| 蘇格蘭（官方榜单公司單曲榜） | 6         |
| 英國（官方榜单公司舞曲榜）   | 4         |
| 英國（官方榜单公司單曲榜）   | 8         |

| 地區                                  | 认证    | 认证单位/销量 |
| ------------------------------------- | ------- | ------------- |
| 瑞典（瑞典唱片業協會）                | 4× 白金 | 160,000‡      |
| 英国（英国唱片业协会）                | 银      | 200,000‡      |
| *僅含認證的實際銷量 ^僅含認證的出貨量 |         |               |